# راسوسوسماروار
راسوسوسماروار (نام علمی: Ictidosuchoides) نام یک سرده از راسته ددکاوان است.